# Šešum
Šešum je srpsko prezime.

## Šešumi u Dabrobosanskoj Mitropoliji 1882. i početkom 20. veka
U Šematizmu Dabro-bosanske mitropolije iz 1882. godine Šešumi su zabeleženi u sledećim parohijama: Travničkoj (slava Đurđevdan), u Livnu (slava Đurđevdan), selu Brda kod Glamoča (slava Đurđevdan), u Bugojnu (slava Sveti Ilija), selu Ravno kod Kupresa više porodica (slave Đurđevdan, Sveti Ilija i Jovanjdan). Osim toga, nakon 1885. godine, u selu Jablanici, kod Bosanske Gradiške, kao tutor seoske crkve pominje se jablanički žitelj Marko Šešum.
Početkom 20. veka, oko 1920, na Kupresu je bilo ukupno 8 kuća Šešuma. Šest u Riliću i po jedna u Zanaglini i selu Ravno.

## Antropogeografski podaci
Antropogeografska istraživanja sprovedena početkom 20. veka notirala su prebivanje porodica Šešum u više krajeva zapadne Bosne.
U selu Riliću postoje tri grane Šešuma. Prva grana (slava Jovanjdan) po starom prezimenu su Panići. U Rilić je došao iz Glamoča deda čoveka koji je bio u zrelim godinama 1921. godine iz sela Zanagline, odakle ga je kao čifčiju preselio beg pre 1878. godine. Druga grana (slava Đurđevdan), po starom prezimenu su Popovići i Ubavići. Starinom su iz Popova Polja. Krajem 18. veka, dva brata Ubavića-Popovića ubila su bega u zavičaju pa su pobegla u selo Mednu kod Mrkonjić Grada. U Medni su braća ponovo ubila bega, pa su prebegla u Glamoč u Ubavića Dolinu, u prvoj polovini 19. veka. U Ubavića Dolini je potomak doseljenika ubio svog najamnika (jer mu je opsovao ženu), pa mu je zbog krvnine beg Filipović, čiji je čifčija bio, uzeo imanje. Nakon kraćeg boravka u Garavcu, Kupresu i Uskopolju, gde je nadničio, Ubavić-Popović, našao je zaštitu na imanju Šešuma u Riliću čije je prezime iz zahvalnosti prihvatio, ali je zadržao svoju slavu Đurđevdan. Treća grana Šešuma iz Rilića slavi Svetog Marka, i staro im je prezime Ždrnja. Njihov predak došao je kao prizet iz Glamoča i primio prezime Šešum, ali je zadržao svoju slavu.
U selu Zanaglini početkom 20. veka živeli su Šešumi (slava Đurđevdan), krvni srodnici onih iz Rilića-Ubavića-Popovića. U selu Gornjem Vukovsku u istom periodu živeli su Šešumi, rođaci onih iz Zanagline (Ubavića-Popovića), slavili su Svetog Iliju.
U selu Ljeskovica kod Drvara tridesetih godina 20. veka živelo je šest kuća Šešuma (slava Đurđevdan), od kojih je jedna, kuća Tome Šešuma imala čak 22 člana. Šešumi u Ljeskovici nosili su staro prezime Bjeljac i imali su srodnike Bjeljce (u to vreme 26 kuća u istom selu i mahali). Po kazivanju osamdesetpetogodišnjeg Bjeljca 1932. godine, Bjeljci i njihovi srodnici Šešumi, koji su iz nekog razloga promenili prezime, doselili su se u 18. veku iz sela Ljeskovice kod Mrkonjić Grada i osnovali selo. Pored Šešuma Bjeljaca u Ljeskovici je živela i porodica Lošić-Šešum. Ovi poslednji su pre 1878. prizećeni u Šešume iz sela Ugarka kof Grahova, takođe slave Đurđevdan.
Jedna Porodica Šešuma (slava Đurđevdan), živela je u selu Donji Dabar kod Sanskog Mosta početkom 20. veka, ali je nepoznato odakle se doselila, verovatno od Kupresa ili Drvara.
Nekoliko porodica Šešuma (slava Lazareva Subota) živelo je još krajem 19. veka u okolini Bosanske Gradiške u selima Jablanica, Gašica i Bijakovac.
Na osnovu antropogeografskih izvora i popisa Dabrobosanske mitropolije, izlazi da svi nosioci prezimena Šešum nisu međusobno u krvnom srodstvu, bar ne po muškoj liniji, budući da postoji više porodica koje znaju svoje staro prezime pre prezimena Šešum. Na osnovu antropogeografije može se pretpotaviti da je porodica koja je svoje prezime prenela drugima živela negde na podrućju Kupresa ili Drvara, a da ju je prizećivanjem krajem 18. ili početkom 19. veka uvećali pojedinci i porodice. Najsnažnija grana došljaka u porodicu došla je iz Hercegovine. Pridolaskom novih prizeta tokom 19. veka i priraštajem nakon čega se priraštajem grupa Šešuma se proširila na više ogranaka. Do kraja 19. veka Šešuma je bilo u okolinu Livna, Glamoča, Kupresa, Drvara, Travnika, Bosanskog Grahova, Bugojna, Bosanske Gradiške i Sanskog Mosta (Donji Dabar). Ogranci iz raznih razloga imaju različite slave, međutim, preovladava Đurđevdan.
Nije poznato koja od grana Šešuma je "prava", odnosno, ona od koje su ostali primali prezime, niti koja je bila "prva slava" te porodice.

## Značenje prezimena
Nisu poznate teorije o značenju i etimologiji prezimena Šešum. Reč Sesum na engleskom označava vrstu drveta (t.j. engl. Sessum tree). Na hebrejskom, "šeš" (tj. שש) znaci broj šest.
Najsličnija reč prezimenu je Šešana, duga puška sprednjača, pa bi mogla biti postavljena hipoteza da je prezime nastalo kvarenjem ovog turcizma.

## Toponimi
U blizini sela Ravna na Kupresu postoji mikrotoponim Šešumove košare.
Kod sela Zanagline postoji toponim Šešumova dolina.

## Mobilisani u austrougarsku vojsku
- Ilija Šešum iz Rilića je 1981. godine postao predmet pisanja brojnih clanaka u svetskim novinama (e.g., Weekly World News) jer je iskasljao metak koji ga je pogodio u grudi tokom sluzbe u austrougarskoj vojsci u Prvom svetskom ratu, 1916.-e godine, na Austrougarsko-Italijanskom frontu.[13] Radi se o Iliji Šešumu iz sela Rilića koji je posle Drugog svetskog rata kolonizovan u selo Nove Kozarce u Banatu.[14]
- Marko Šešum iz Rilića (1878- 11. 4. 1917). Umro na frontu.[15]
- Ostoja Davida Šešum iz Jablanice (18.08.1882-20.03.1951). Grob u Jablanici. Mobilisan u austrougarskoj vojsci u Prvom svetskom ratu, 1916. godine, posle napada na Srbiju zbog dezerterstva, ne zalaganja na liniji fronta, prebačen na Austrougarsko-Italijanski front. Zbog iskazane hrabrosti na brdu Munti Maleto, odlikovan Austrougarskim odlikovanjem Zmajeve oči.

## Dobrovoljci u srpskoj vojsci
- Gavro (Davida) Šešum iz Jablanice kod Bosanske Gradiške (1892-1948). U vreme izbijanja rata nalazio se na radu u Sjedinjenim državama u Hazaltonu u Ohaju. Došao je kao dobrovoljac na Solunski front.[16][17]

## Neboračke žrtve u Drugom svetskom ratu
- Šešum (Dragutina) Ostoja, iz Jablanice kod Bosanske Gradiške (1939-1942), stradao od ustaša u logoru Jasenovac.[18][19][20]
- Šešum (Dušana) Dragoslav, iz Jablanice kod Bosanske Gradiške (1938-1942), stradao od ustaša u logoru Sisak.[19]
- Šešum (Milovana) Mirko, iz Gašnice kod Bosanske Gradiške(1929-1942), stradao od ustaša u logoru Sisak
- Šešum (Novak) Marko, (1919-1942), Jablanica kod Bosanske Gradiške, ubijen od ustaša 1942. U logoru Stara Gradiška.
- Šešum (Novak) Vida, (1925-1942)., Jablanica kod Bosanske Gradiške, ubijena 1942. u logoru Sisak.
- Šešum (S) Miljka, (1905-1942), Jablanica kod Bosanske Gradiške. Ubijena od ustaša 1942. u logoru Jasenovac.
- Šešum (M) Draginja (1907-1942), Gašnica kod Bosanske Gradiška, ubijena u logoru Stara Gradiška.
- Šešum (Milovana) Mirko, (1929-1942). Iz Gašnice kod Bosanske Gradiške. Ubijen u logoru Sisak.
- Šešum (Save) Milovan, (1908-1942). Iz Gašnice kod Bosanske Gradiške, Ubijen od ustaša 1942. u logoru Stara gradiška.
- Šešum (Savana) Rade, (1911-1942), Jablanica kod Bosanske Gradiške. Ubijen od Nemaca 1942. u logoru Sajmište.
- Šešum (Sime) Milka, (1899-1942), Donji Podgradci kod Bosanske Gradiške. Ubijena 1942. u logoru Sisak.[21]
- Šešum (Rada) Manojlo iz Rilića kod Kupresa (1875-1941), ubijen juna 1941. od ustaša u Kožvarcima, u šumi Koprivnici.
- Šešum (Luke) Vukan, iz Rilića (1900-1944), ubijen 1944.
- Šešum (Slavka) Milorad, iz Zanagline, ubijen 1942, sa godinu dana.
- Šešum (Laza) Trivun, iz Zanagline, (1891-1944).
- Šešum (Jova) Danilo, iz Zanagline, (1890-1944), ubijen od Nemaca.
- Šešum (Jova) Vukan, iz Zanagline, (1884-1941), ubijen u Kupresu.
- Šešum (Mirka) Momčilo, iz Zanagline, ubijen od ustaša sa godinu dana 1944.
- Šešum (Mirka) Rajko, iz Zanagline, ubijen od ustaša 1944.
- Šešum (Mirka) Vojislav, iz Zanagline, (1941-1944), ubijen od ustaša.
- Šešum (Stipana) Ljubica, iz Zanogline (1937-1942), ubijena od ustaša.
- Šešum (Boža) Ruža, iz Zanagline, (1916-1944), ubijena od ustaša.
- Šešum (Luke), Milorad, iz Rilića (1930-1943).
- Šešum (Vukana) Nedeljko, iz zanagline (1926-1943, umro u logoru Dahau.[22]
- Šešuma (Todora) Stoja, rođena 1935. iz Rilića.[23]
- Šešum (Rade) Ostoja, iz sela Glavice kod Bugojna (1879-1941). Ubijen od ustaša na stratištu Polog 1941.
- Šešum (Ostoje) Luka, iz sela Glavice kod Bugojna (1902-1941). Ubijen od ustaša na stratištu Polog 1941.[24]
- Šešum (Adama) Sava, iz Rilića kod Kupresa, rođena u Mračaju (1900-1942), ubijena od ustaša u Riliću 1942.[25]
- Šešum Vojko, Koncentracioni logor Mauthauzen-Gusen 1945.
- Šešum Vukan, Koncentracioni logor Mauthauzen-Gusen 1945.[26][27]
- Šešum Mirko, Koncentracioni logor Mauthauzen-Gusen 1945.[28]
- Šešum (NN) Božica, iz Donjeg Dabra kod Sanskog Mosta (1910-1943), ubijena od ustaša u Donjem Dabru.[29]

## Učešće u partizanskim jedinicama
- Šešum (Sime) Đuro (1920-1945). Ljeskovica kod Drvara. U NOB-u od 27. 7. 1941. Borac 3 čete. 2 bataljona, Četvrte krajiške brigade. Poginuo je januara 1945. kod sela Lovas, na Sremskom frontu.[30]
- Šešum (Stevana) Đuro (1920-11. 12. 1942). Vidovo Selo kod Drvara. U NOB-u od 27. 7. 1941. Borac 2 čete, 2 bataljona,Četvrte krajiške brigade. Poginuo kod Sanskog Mosta.
- Šešum (Mila) Krstan (1924-1943). Šajinovac, kod Drvara. U NOB-u od avgusta 1942. Poginuo kod Turbeta kao borac Desete krajiške brigade.
- Šešum (Stevana) Mirko (1920-?). Ljeskovica kod Drvara. U NOB-u od 27. 7. 1941. Borac Četvrte krajiške brigade. Preživeo rat, ali ostao invalid.
- Šešum (Jovana) Stevan (1924-30. 10. 1944). Šajinovac, kod Drvara. U Nobu od 1942, borac u 3 četi, 2 bataljona, Četvrte krajiške brigade. Ranjen u borbama za oslobođenje Beograda, gde je i sahrnjen.[31]
- Šešum (Milana) Rajko (1924-?). Rastičevo, kod Donjeg Vakufa. U NOB-u od 1942. Bio je komesar bataljona u Sedmoj krajiškoj brigadi.[32][33]
- Šešum (Ilije) Vukan (1916-1943). Rastičevo kod Donjeg Vakufa. Кomandir voda u četvrtom bataljonu Pete proleterske brigаde. U NOB-u od 1942. Poginuo na Sutjesci juna 1943.
- Šešum (Luke) Mirko (1919-12. 6. 1943, Sutjeska). Iz Zanaglina kod Kupresa, Borac druge čete, 3 bataljona, Pete proleterske brigade. U NOB-u od 1941.[34]
- Šešum (Mila) Uroš (1915-1942). Donji Dabar kod Sanskog Mosta. U NOB od početka 1942, u 2 krajiškoj brigadi od avgusta 1942, 2. bataljon, komandir mitraljeskog odeljenja, poginuo no-vembra 1942. na Majdanskim Planinama;.[35][36][37]
- Šešum (Mila) Đuro (1910-1980). Donji Dabar kod Sanskog mosta. Borac prve čete, prvog bataljona, Druge krajiške brigade, iz rata izašao kao invalid.[38]
- Šešum (Vase) Dosta. (1915-?) Odbornica AFŽA.[38]
- Šešum S. Milan, Jablanica kod Bosanske Gradiške, Drugi krajiški odred, poginuo u ratu.
- Šešum P. (ili L) Dragutin, (1918-1942), Jablanica kod Bosanske Gradiške, Drugi krajiški odred, poginuo 1942. na Kozari.
- Šešum (Ostoje) Dragutin, (1922-1942),Jablanica kod Bosanske Gradiške, Drugi krajiški odred.
- Šešum (Novaka) Marko, (1919-1942), Jablanica kod Bosanske Gradiške, Drugi krajiški odred.[39]
- Šešum (Savana) Mile, (1910-1942), Jablanica kod Bosanske Gradiške, Drugi krajiški odred, poginuo na Kozari 1942.[21]
- Šešum Stanka, predsednica lokalnog odbora AFŽ-a u selu Jablanica kod Bosanske Gradiške 1943.
- Šešum Vida, sekretarka lokalnog odbora AFŽ-a u selu Jablanica kod Bosanske Gradiške 1943.
- Šešum Radoslava, blagajnica lokalnog odbora AFŽ-a u selu Jablanica kod Bosanske Gradiške 1943.
- Šešum Jelka, odbornica lokalnog odbora AFŽ-a u selu Jablanica kod Bosanske Gradiške 1943.[40]
- Šešum (Dragoja) Zorka, Jablanica kod Bosanske Gradiške, (1923-1943), Drugi krajiški odred, poginula 1943.[41]
- Šešum B. Antonija, Jablanica kod Bosanske Gradiške, (1902-1943), poginula kao borac u NOB-u.[21]
- Šešum (Stanka) Marko, Jablanica kod Bosanske Gradiške (1922-1945). Poginuo kod Dobrljina 1945.[21]
- Šešum (Luke) Mirko, iz Rilića kod Kupresa (1915-1943), poginuo na Zelengori.
- Šešum (Rista) Mirko, iz Rilića kod Kupresa, (1921-1944) , poginuo kod Ribnika.
- Šešum (Marka) Ostoja, iz Rilića kod Kupresa, (1911-1944), poginuo kod Babića, u blizini Jajca.
- Šešum (Marka) Slavku, iz Rilića kod Kupresa, poginuo u NOP-u.
- Šešum (Riste) Drago, iz Rilića kod Kupresa, poginuo u NOP-u.
- Šešum (Todora) Anđelko, iz Rilića kod Kupresa, poginuo u NOP-u.
- Šešum (Riste) Vojko, iz Rilića kod Kupresa, poginuo u NOP-u.
- Šešum (Laza) Vukan, iz Rilića kod Kupresa, poginuo u NOP-u.[42]

## Učešće u četničkim jedinicama
U odredima četnika učestvovala su tri brata Šešuma iz sela Rilića, kod Kupresa, inače sinovi Manojla Šešuma, koga su ustaše ubile juna 1941. godine. Sva trojica bila su pod komandom Uroša Drenovića.
- Ljupko (Manojla) Šešum (1922-1948), u četnike je otišao 1941. godine. Nije se povukao nakon poraza četnika i ostao je u zavičaju krijući se. Pošto je opkoljen od potera, izvršio je samoubistvo 1948.
- Milan (Manojla) Šešum (1918-?), u četnike otišao 1941. emigrirao je u Sjedinjene države nakon rata. Bio je aktivan član emigrantske organizacije Srpskih četnika Ravna gora od 1951. i član njene Centralne uprave.
- Ilija (Manojla) Šešum (1927-?), u četnike otišao 1943. Emigrirao je u Sjedinjene države po porazu četnika u Jugoslaviji.[43]

## Kolonizacija posle prvog i drugog svetskog rata
- Šešum (Mila) Božo, iz Rilića, kao dobrovoljac u srpskoj vojsci se doselio u koloniju Putnikovo kod Kovačice 1940. godine. Umro je 1946. a njegova porodica se odselila 1966. u Vojlovicu kod Pančeva.[44]
- Šešum (Mitra) Ilija, iz Rilić, kolonizovan u Nove Kozarce kod Kikinde posle Drugog svetskog rata sa osam članova porodice.[14]
- Šešum (Mila) Đuro, iz Donjeg Dabra kod Sanskog Mosta, kolonizovan u Nove Kozarce kod Kikinde posle Drugog svetskog rata sa osam članova porodice.[14]
- Šešum (Jove) Stanko, iz Rilića sa 6 članova porodice, kolonizovan posle Drugog svetskog rata u Mladenovo.
- Šešum (Đorđa) Savo, iz Rilića sa 12 članova porodice, kolonizovan posle Drugog svetskog rata u Mladenovo.
- Šešum (Jova) Stojan, iz Zanagline sa 9 članova porodice, kolonizovan posle Drugog svetskog rata u Mladenovo.
- Šešum (Ostoje) Pero, iz Rilića ili Zanagline sa 6 članova porodice, kolonizovan posle Drugog svetskog rata u Mladenovo.
- Šešum (Pavla) Milenko, iz Zanagline sa 6 članova porodice, kolonizovan posle Drugog svetskog rata u Mladenovo.
- Šešum (Mila) Dragoje, iz Rilića sa 9 članova porodice, kolonizovan posle Drugog svetskog rata u Mladenovo.
- Šešum (Marka) Nedeljko, iz Rilića sa 7 članova porodice, kolonizovan posle Drugog svetskog rata u Mladenovo.
- Šešum (Marka) Avram, iz Rilića sa 7 članova porodice, kolonizovan posle Drugog svetskog rata u Mladenovo.
- Šešum (Miće) Niko, iz Gornjeg Malovana sa 8 članova porodice, kolonizovan posle Drugog svetskog rata u Mladenovo.[45]
- Šešum Risto, iz Rilića sa 9 članova porodice, kolonizovan posle Drugog svetskog rata u Banatski Despotovac.
- Šešum Jovanka, iz Rilića, kolonizovana posle Drugog svetskog rata u Banatski Despotovac.
- Šešum Trivuna Marko, iz Zanagline sa 4 člana porodice, kolonizovan posle Drugog svetskog rata u Banatski Despotovac.
- Šešum Jovana Milan, iz Zanagline, sa 5 članova porodice, kolonizovan posle Drugog svetskog rata u Šajkaš.
- Šešum Ruža, udovica Vojka Šešuma iz Zanagline, sa 6 članova porodice, kolonizovana posle Drugog svetskog rata u Banatski Despotovac.[46]

## Poznati nosioci prezimena Šešum
- Vojislav Šešum, protojerej
- Žarko Šešum, rukometaš
- dr Velimir Šešum, naučni saradnik na Fakultetu za sport i turizam Univerziteta u Novom Sadu, istoričar sporta i pisac.
- Nataša Šešum, profesor na Pensilvanijskom univerzitetu[47]
- Vesna Šešum-Čavić, profesor matematike i informatike i naučnik iz Beča[48]
- Mia Šešum, prvi forenzički fonetičar na Balkanu

## Spoljašnje veze
- Imehrvatsko.net
- Poreklo srpskih porodica i prezimena
- Šešumi u selu Rilić, Kupres, Popis 1920 god.
- Skenirana knjiga "Kupresko, Vukovsko, Ravno i Glamocko Polje", Borivoja Z. Milojević; izdanje iz 1920-e godine